# Małachów (SIMC 0244340)
Małachów – wieś w Polsce, położona w województwie świętokrzyskim, w powiecie koneckim, w gminie Końskie. 
Wieś wchodzi w skład sołectwa Trzemoszna.
W latach 1975–1998 wieś administracyjnie należała do województwa kieleckiego.
Wierni Kościoła rzymskokatolickiego należą do parafii św. Anny w Bedlnie.

## Wsie Małachów w gminie Końskie
W gminie Końskie istnieją dwie miejscowości podstawowe typu wieś o nazwie Małachów. Niniejszy artykuł dotyczy wsi, która posiada identyfikator SIMC 0244340. Drugą z nich jest wieś Małachów, która posiada identyfikator SIMC 0243760.